# نيشا علي
نيشا علي (مواليد 9 أغسطس 1986) ، لاعبة رياضة للكريكت ضمن المنتخب الإمارات ، من اصول هندية. شاركت لاول مرة ضمن منتخب الإمارات العربية المتحدة للكريكت للسيدات في تصفيات بطولة العالم للسيدات توينتتي سنة لعام 2018 .

## المشاركات العالمية
- بطولة توينتي الدولية النسائية للكريكيت